# Monte Sud
Monte Sud ist eine Ortschaft im südamerikanischen Andenstaat Bolivien.

## Lage im Nahraum
Monte Sud ist zweitgrößter Ort des Kanton San Mateo im Municipio Tarija in der Provinz Cercado. Die Ortschaft liegt am linken, östlichen Ufer des Río El Monte, der elf Kilometer flussabwärts in der Stadt Tarija in den Río Nuevo Guadalquivir mündet, der flussabwärts unterhalb von Tarija nach der Vereinigung mit dem Río Camacho den Namen Río Tarija trägt.

## Geographie
Monte Sud liegt günstig zwischen den verschiedenen Klimazonen des Landes am Rande der Anden, so dass meist mildes und angenehmes Wetter herrscht (siehe Klimadiagramm Tarija). In der Regenzeit zwischen Dezember und Februar (Sommermonate) kommt es häufig zu wolkenbruchartigen Gewittern. Der Rest des Jahres ist ausgesprochen niederschlagsarm.
Durch die jahrhundertelange Rodung ist die Landschaft erodiert und die Region um Tarija von kahlen Bergketten umrahmt. Früher einmal war das Gebiet um Tarija die Getreidekammer Boliviens. Heute besteht der Reichtum der Region neben der Landwirtschaft im Erdgas.

## Verkehrsnetz
Monte Sud liegt in einer Entfernung von neun Straßenkilometern nördlich von Tarija, der Hauptstadt des Departamentos.
Durch Tarija verläuft in Süd-Nord-Richtung die Nationalstraße Ruta 1, die von Bermejo an der Grenze zu Argentinien über Tarija, Potosí, Oruro und El Alto zum Titicacasee und der Grenze zu Peru führt.
Von der Ruta 1 aus führt die Calle Colón am Stadtzentrum vorbei nach Norden, und sieben Kilometer nördlich des Stadtzentrums zweigt eine Stichstraße nach Westen ab, die Monte Sud nach weiteren zwei Kilometern erreicht.

## Bevölkerung
Die Einwohnerzahl der Ortschaft ist eines der neu erschlossenen Siedlungsgebiete nahe der Großstadt Tarija und ist im vergangenen Jahrzehnt deutlich angestiegen:
| Jahr | Einwohner         | Quelle       |
| ---- | ----------------- | ------------ |
| 1992 | keine Detaildaten | Volkszählung |
| 2001 | 22                | Volkszählung |
| 2012 | 638               | Volkszählung |
| 2024 |                   | Volkszählung |